# Наводнение на Хуанхэ 1938 года

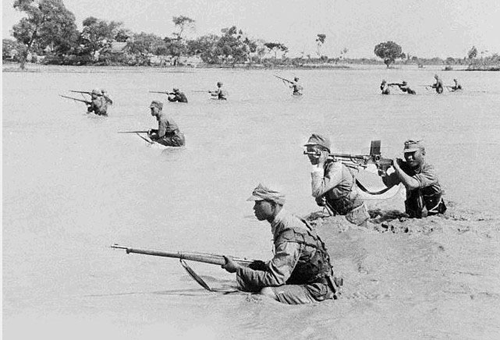
Китайская Республика взорвала дамбу Жёлтой реки, чтобы остановить нападение японцев в 1938 году.

Территория, подвергшаяся затоплению в 1938 году.

Наводнение на Хуанхэ 1938 года (кит. упр. 花园口决堤事件, пиньинь huāyuán kǒu juédī shìjiàn) — наводнение, устроенное гоминьдановским правительством в центральном Китае во время первой половины Второй японо-китайской войны в попытке остановить быстрое продвижение японских войск. Оно было впоследствии названо «крупнейшим актом экологической войны в истории».

## Решение о наводнении
После начала Второй японо-китайской войны в 1937 году японская Императорская армия быстро продвигалась в центр китайской территории. В июне 1938 года японцы контролировали весь северный Китай. 6 июня они захватили Кайфын, столицу провинции Хэнань, и угрожали захватом Чжэнчжоу, важному железнодорожному узлу, который находится на пересечении железных дорог Пекин-Гуанчжоу и Ляньюньган-Сиань. Японский успех стал бы непосредственной угрозой крупным городам Уханю и Сианю.
Чтобы остановить дальнейшее японское наступление в западной и южной части Китая, Чан Кайши по предложению Чэнь Гофу решил взорвать дамбы на Хуанхэ около Чжэнчжоу. Первоначальный план заключался в том, чтобы разрушить дамбу у Чжоукоу, но здесь обороняющиеся столкнулись со сложностями, и дамба была разрушена 5 июня и 7 июня в Хуаюанькоу, на южном берегу. Вода хлынула в провинции Хэнань, Аньхой и Цзянсу. Наводнение покрыло и уничтожило тысячи квадратных километров сельскохозяйственных угодий и переместило устье Хуанхэ на сотни миль к югу. Тысячи деревень были затоплены или уничтожены, и несколько миллионов жителей были вынуждены покинуть свои дома, став беженцами. Официальная оценка погибших послевоенной комиссией националистов утверждает о том, что при наводнении погибло более 800 000 человек, но эти данные так же могут быть занижены.

## Споры
Стратегическое значение наводнения ставится под сомнение. Японские войска вышли из района затопления либо на север и на восток, либо на юг. Их наступление на Чжэнчжоу было приостановлено, но они взяли Ухань в октябре, атаковав с другого направления. Японцы не могли оккупировать большую часть Хэнани до конца войны, и их контроль над Аньхоем и Цзянсу остался незначительным. Большинство городов и транспортных магистралей в тех областях, которые были затоплены, уже были захвачены японцами; после наводнения они не смогли консолидировать свой контроль над этим районом, и большая его часть стала районом партизанской войны. Число жертв в результате наводнения остаётся спорным; оценки были пересмотрены правительством КНР и другими исследователями несколько раз в течение десятилетий после этого события.

## Последствия
Дамбы были восстановлены в 1946 и 1947 годах, и Хуанхэ вернулась к своему первоначальному (до 1938 года) руслу.